# Pau
|  | Per a altres significats, vegeu «Pau (desambiguació)». |

La pau és l'estat en què una societat gaudeix de justícia, llibertat i igualtat social, i no està ni en violència ni en guerra.
Des del punt de vista del dret internacional, com a instrument d'endegament de les relacions internacionals i canal de racionalització del poder polític dels estats, el dret internacional té entre els seus valors fonamentals la pau i, per tant, estableix com a principi jurídic fonamental la prohibició de l'ús de la força armada. Amb el terme pau inclòs en un conveni o tractat s'entén que es posa fi a la guerra, per exemple la Pau de Westfàlia.
Es pot parlar d'una "pau social" com de l'entesa i les bones relacions entre els grups, classes o estaments socials dins d'un país. En el pla individual, la pau pot designar un estat interior exempt de còlera u odi. En aquest sentit, pot trobar-se-la en la salutació tradicional "la pau estigui amb vos" (o xalom en hebreu, salam en àrab).
Vinculat al concepte de pau hi ha el pacifisme, que és l'actitud que defensa que la guerra mai resol els problemes de millor manera que les negociacions.

## Etimologia
La paraula "pau" deriva del llatí "pax" i generalment es defineix, en sentit positiu, com un estat de tranquil·litat o quietud, i en sentit oposat com absència d'inquietud, violència o guerra.

## Història
- L'ONU (Organització de les Nacions Unides) és l'organització intergovernamental mundial, creada per la Carta de San Francisco el 1945, amb la finalitat de mantenir la pau, promoure la cooperació econòmica, cultural, social i humanitària, garantir la seguretat dels estats basant-se en els principis d'igualtat i autodeterminació i vetllar pel respecte dels drets humans.

- La Comunitat Europea va signar, en ocasió del 40 aniversari de la fi de la Segona Guerra Mundial, la Declaració sobre la Pau de la Cimera Econòmica occidental. Un paràgraf essencial del text deia:

| «                                  | Quan recordem els terribles patiments de la Segona Guerra Mundial i l'experiència comuna de 40 anys de pau i llibertat, ens comprometem de nou a crear un món en el qual tots els pobles es beneficiïn dels avantatges de la pau, la llibertat i la justícia, preservats de l'opressió, la por i la misèria; un món on l'individu pugui assumir les seves responsabilitats vers ell mateix, la seva família i la seva comunitat; un món en el qual totes les nacions, grans o petites, puguin treballar en comú per a la creació d'un millor futur per a tota la humanitat. | » |
| — Declaració del 4 de maig de 1985 | |   |

- El llibre Sàpiens (2014) de Yuval Noah Harari tracta de la pau entre d'altres. Abans de la Revolució Agrícola, els Caçadors-Recol·lectors ja van introduir el concepte de pau. A banda del fet que, les proves antropològiques són intrigants però molt problemàtiques i les restes arqueològiques dels homo sapiens no diuen res més enllà, es troben exemples de la cordialitat que hi havia entre els petits grups. A Portugal es va fer un estudi sobre 400 esquelets del període anterior a la Revolució Agrícola i només 2 d'aquests mostraven senyals evidents de violència. A Israel, un estudi semblant de 400 esquelets i el mateix període només van documentar una esquerda al crani d'un homo sapiens comparable amb la violència humana. Tot i que des dels inicis de la humanitat va haver-hi guerres que van acabar amb moltes espècies i van marcar un nou inici per a l'home, els nostres avantpassats ja conreaven el camp de cordialitat i l'harmonia. Tot no eren guerres i les bones relacions entre diferents tribus són visibles en els estudis realitzats.

## Cultura de Pau

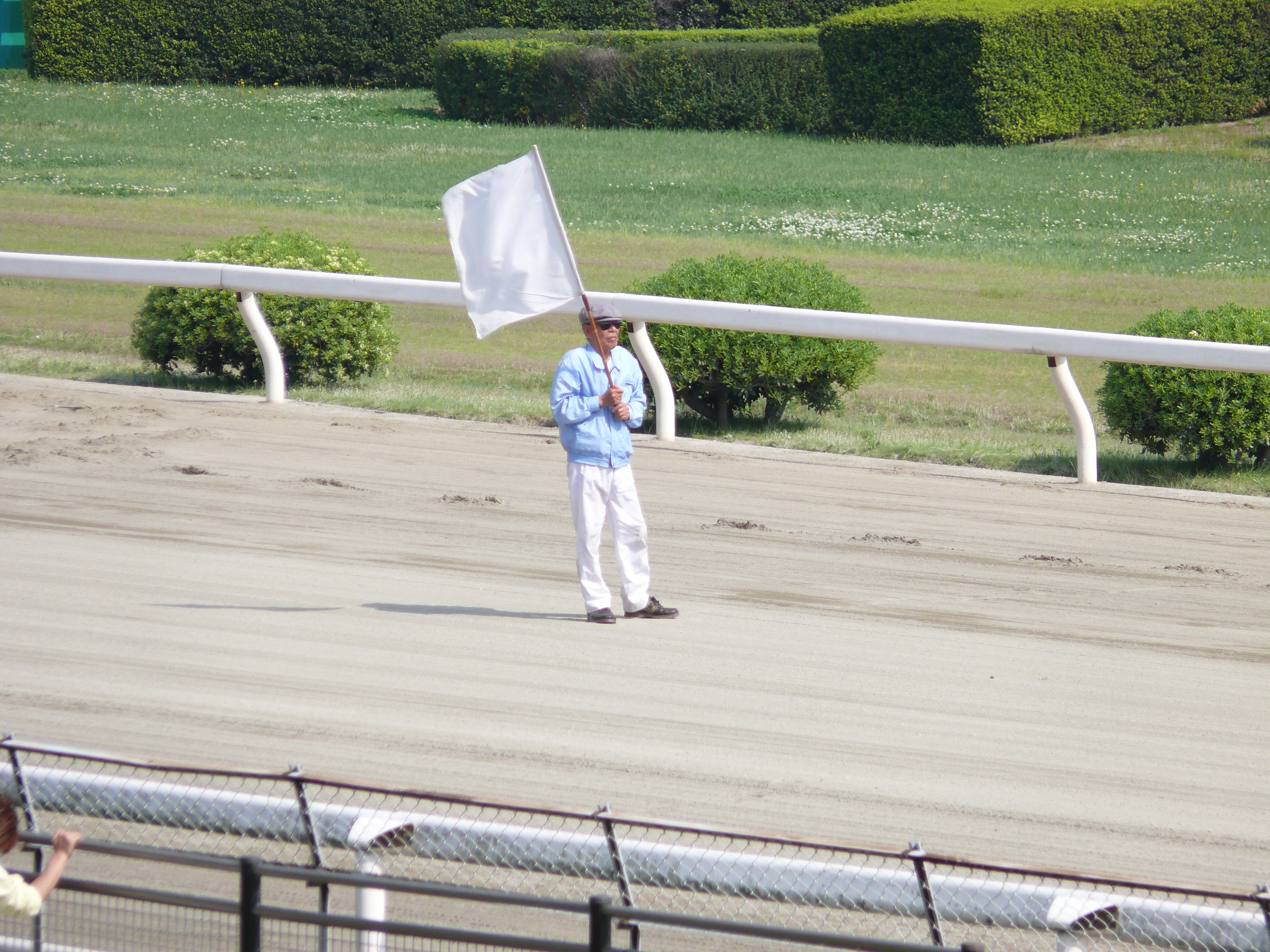
Home portant una bandera blanca

La cultura de pau es defineix com un conjunt de valors, actituds i comportaments que reflecteixen el respecte a la vida, a l'ésser humà i a la seva dignitat i que posen en primer pla als drets humans, el rebuig a la violència en totes les seves formes i l'adhesió als principis de llibertat, justícia, solidaritat i tolerància, així com la comprensió entre els pobles, els col·lectius i les persones.
Amb la fi de la Segona Guerra Mundial es crea l'Organització de les Nacions Unides amb la finalitat de mantenir la pau, promoure la cooperació econòmica, cultural, social i humanitària, garantir la seguretat dels estats basant-se en els principis d'igualtat i autodeterminació i vetllar pel respecte dels drets humans. I poc després de l'inici de la cursa d'armes nuclears, amb el perill d'una guerra nuclear en clau mundial, va aparèixer l'anomenada investigació per la pau. La pau es començà a considerar un valor absolut i la investigació d'aquesta té per finalitat la transformació de la societat internacional en una comunitat global.

## Tipus

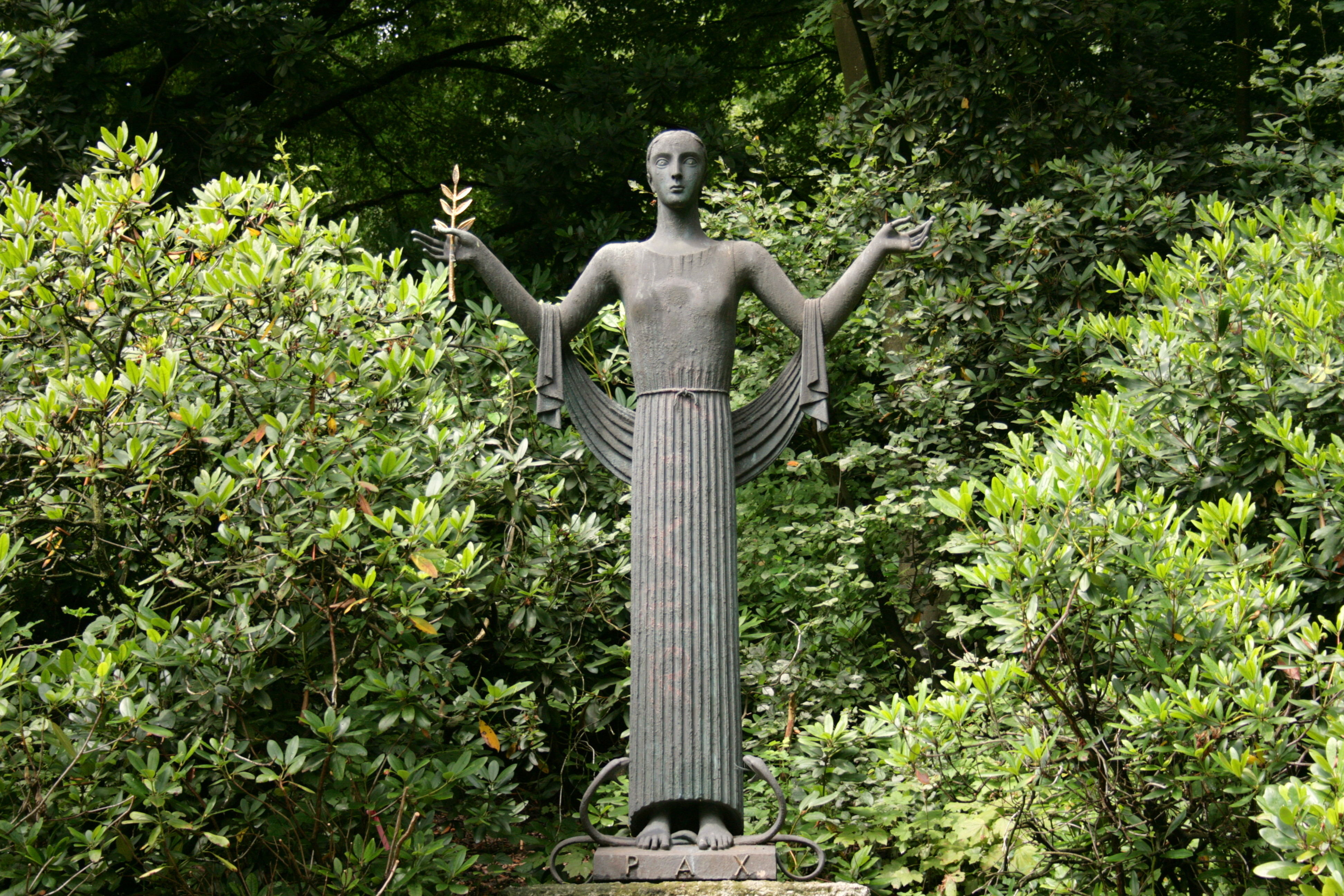
Representació de la pau

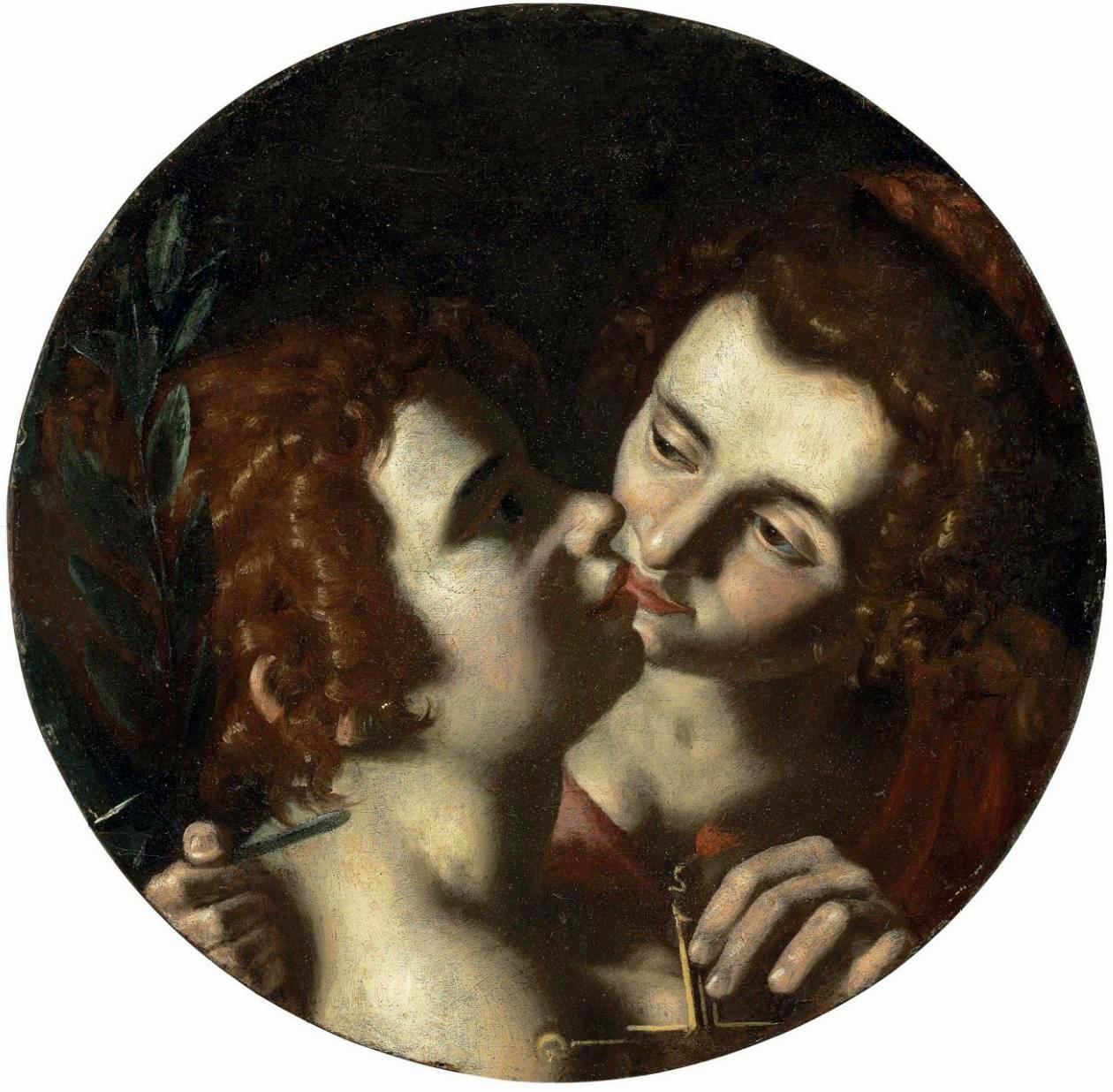
Abraçada entre la justícia i la pau, d'Artemisia Gentileschi

### Eirene
A l'antiga Grècia, eirene era el terme amb què definien la pau, una idea de pau com un estat de tranquil·litat, de serenitat, d'absència d'hostilitats entre ciutats gregues, és a dir, una harmonia en la unitat interior i social grega.

### Pax romana
Es coneix com a "pau romana" (en referència a la Pax romana de l'Imperi Romà) una situació en què una força governa exercint el poder de forma unilateral, sense estar sotmesa a cap control i sense respectar els drets d'aquells a qui governa. El propòsit de l'expressió és diferenciar a aquesta situació de la que es considera com a veritable pau, ja que encara que no comprengui violència o conflictes armats no constituiria una situació ideal o que es desitgi que perduri.

### Pau negativa
Tal com diu John Lederach, «igual que en l'Imperi Romà, la pau contemporània reflecteix els interessos dels qui es beneficien de l'estructura internacional tal com és, és a dir, els del centre i no els de la perifèria». Respon a una estructura social i econòmica imperialista i, per tant, busca mantenir l'statu quo, és a dir defensar els interessos dels qui es beneficien de l'estructura de l'Imperi respecte dels qui en resten a la perifèria.
Una concepció de la pau entesa com a absència de guerra i de desordres interns. Aquesta concepció fa aparèixer el concepte de pau negativa.

#### La Pau i Treva de Déu medieval
Entre els anys 1020 i 1060, als comtats catalans es va produir una revolució feudal: un període de lluites en què, enmig d'una violència sense fre, els nobles es rebel·laren contra els comtes per tal de prendre la terra als pagesos i sotmetre'ls a servitud. Aquest fenomen de la revolució feudal també va donar-se en altres llocs de l'antic Imperi Carolingi: Normandia, el Laci, Llombardia, Provença, el Llenguadoc i, fora de l'àmbit franc, al regne d'Astúries i Lleó.
L'Església va aconseguir ser vista pels pagesos com una garantia contra l'extorsió feudal garantint el dret de la sagrera, ço és, un radi de trenta passes al voltant d'una església, espai que el bisbe delimitava solemnement en consagrar un edifici de culte, on no es podia dur a terme cap acte de violència, sota pena d'excomunió.
Les sagreres, doncs, delimitaven un espai protegit de les violències feudals. Tanmateix, per assegurar un clima de convivència, calia anar més enllà, establint una autoritat que prohibís la pràctica de qualsevol mena d'acte violent a tot arreu del territori. Aquest fou l'objectiu de les assemblees de Pau i Treva de Déu, la primera de les quals, als comtats catalans, va tenir lloc a Toluges (Rosselló), el 1027, sota presidència de l'abat Oliba, en representació del bisbe Berenguer d'Elna, absent de la diòcesi perquè es trobava en una peregrinació. En aquest sínode, s'estableix una sèrie de disposicions: el deure per a tots els habitants del comtat de Rosselló i de la diòcesi d'Elna d'abstenir-se de participar en combats o lluites, entre dissabte i dilluns per així poder complir el precepte dominical, com també es prohibia d'assaltar clergues, esglésies, béns propietat d'una església o d'un monestir, o persones que es dirigissin a un lloc de culte o en tornessin. Per als contraventors d'aquests deures i prohibicions, s'establia sempre la pena d'excomunió.
L'Església, per a fer efectives les normes de la Pau i Treva va haver de confiar en els comtes que eren els únics amb prou força per a imposar-se als clans nobles violents.
El poder comtal va continuar utilitzant la Pau i Treva, limitadora de les prerrogatives dels clans nobiliaris a causa de la seva interdicció de la violència, per afirmar el seu poder, com ho feu Ramon Berenguer III a Olèrdola (1108) i al comtat de Cerdanya (1118), o Ramon Berenguer IV el 1134, quan, per garantir els privilegis atorgats als cavallers del Temple, presidí una assemblea de Pau i Treva juntament amb el bisbe de Barcelona Oleguer. Així doncs, l'assemblea de la Fondarella (1173) convocada per Alfons I (Alfons el Cast) no és sinó el final del procés de conversió de la Pau i Treva en un instrument del poder regi.
Les retallades imposades pels aristòcrates a la Pau i Treva, la qual, tanmateix, va esdevenir base de l'ordre públic català, com ara circumscriure-la als dominis de reialenc (idea exposada a l'assemblea de Barcelona de 1198 i reiterada en assemblees següents com la de Barcelona de 1200 i de Cervera de 1202) van servir per legitimar l'opressió dels pagesos pel règim senyorial, que la Pau i Treva pretenia limitar; i així, és als darrers anys del segle xii que es posaren les bases legals per definir l'estatus servil de la pagesia (la condició de remença) vigent durant tota la baixa edat mitjana.

### Pau positiva
Martin Luther King va deixar dit en la seva Carta de Birmingham, escrita a la presó, que la veritable pau no és simplement l'absència de tensió: és la presència de justícia.
El concepte de pau positiva es defineix com «el procés de realització de la justícia en els diferents nivells de la relació humana. És un concepte dinàmic que ens porta a aflorar, afrontar i resoldre els conflictes de forma no violenta i el fi de la qual és aconseguir l'harmonia de la persona amb ella mateixa, amb la naturalesa i amb les altres persones». Així la pau positiva és, a més que l'absència de guerra, un procés en constant construcció. No és un estat o un temps de pau, sinó un ordre social de reduïda violència i elevada justícia, igualtat en el control i la distribució del poder i els recursos, absència de condicions no desitjades (guerra, fam, marginació) i presència de condicions desitjades (treball, habitatge, educació).
Requereix crear unes condicions i establir un determinat tipus de relacions. Demana tenir una comprensió àmplia del concepte de violència i resoldre els conflictes de manera positiva, creativa i no violenta.

## Símbols

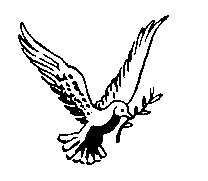
El colom de la pau

El símbol de la CND

Hi ha més de deu símbols que representen la pau o el moviment pacifista: la branca d'olivera, el colom blanc, el cercle amb quatre línies (☮), el signe de victòria amb els dits, la bandera de la pau o Bandera de l'Arc de Sant Martí o les roselles blanques, entre d'altres.

### El símbol de la CND
El cercle amb quatre línies, que és internacionalment reconegut com a símbol de la pau, fou dissenyat inicialment el 21 de febrer de 1958 per Gerald Holtom per a un esdeveniment de protesta de la britànica CND, Campaign for Nuclear Disarmament, que en anglès vol dir "Campanya per al Desarmament Nuclear". Després fou adoptat a la dècada de 1960 pel moviment antiguerra, la contracultura i la cultura popular del moment.
Aquest símbol fou importat als EUA per l'activista pacifista Albert Bigelow el 1958, i popularitzat el 1960 per l'estudiant de primer any Philip Altbach quan va convèncer a la Unió d'Estudiants per la Pau de distribuir xapes amb aquest símbol als seus campus. Després de la dècada de 1960 el símbol ja era internacionalment conegut i el feren servir els que protestaven contra la guerra nascuts del Baby Boom.

### El colom blanc
El colom blanc amb una branqueta d'olivera al bec, reconegut universalment com a símbol de la pau després de les guerres que tingueren lloc durant el segle xx, té un origen bíblic. En el judaisme, el cristianisme i l'islam una branqueta d'olivera significa la pau.
El Pentateuc, l'Antic Testament i l'Alcorà expliquen que, en el relat de l'Arca de Noè (Llibre del Gènesi 8:11), aquest encarregà a un colom a veure quin era l'estat del món després del diluvi universal; quan tornà, ho va fer amb una branqueta d'olivera al bec, fet que representava que les aigües ja s'havien calmat -és a dir, que el diluvi universal ja havia acabat- i que per això l'havia pogut recollir de la primera olivera que trobà.

### Altres símbols de la pau

A la bandera intergalàctica de la pau apareix la inscripció "un poble, un temps, una terra" i l'estendard de la pau, símbol del pacte Roerich. És també el símbol del dia fora del temps, un dia per celebrar la pau, al calendari de 13 llunes popularitzat per José Argüelles.

Altres símbols de la pau poden ser el signe de victòria (que originalment era exclusiu dels moments de victòria) que, més tard durant les protestes contra la guerra del Vietnam (i posteriors protestes contra les guerres), es convertí en símbol de la pau. Es popularitzà gràcies al moviment hippie, i avui en dia encara s'utilitza.
La bandera de la pau està feta de set franges amb els colors de l'arc de sant Martí i la paraula "pau" escrita al mig en color blanc (no s'ha de confondre amb la bandera gai, la qual només té sis franges, no té la franja de color turquesa i la primera franja és color vermell). Les primeres d'aquestes banderes es van fer amb la paraula "pau" escrita en italià: pace, i portaven un colom dibuixat per Picasso. El nou disseny aparegué el 1961 a la marxa italiana per la pau. En aquests últims anys, degut a la invasió d'Iraq de 2003, la bandera de la pau ha augmentat en popularitat: segons Amnistia Internacional, el productor Franco Belsito va passar de produir-ne un miler a l'any a diversos milions.
Les paraules hebrea xalom (שָׁלוֹם) i àrab salam (سلام) han estat utilitzades com a símbols de pau. Xalom i salam signifiquen literalment "pau" i la congruència de les dues paraules ha arribat a representar "la pau a l'Orient Mitjà" i la fi del conflicte araboisraelià.
Altres símbols poden ser les roselles blanques, les aus grua, la campana de la pau japonesa, el logo de la cultura per la pau (o del pacte Roerich) o les palmeres datileres, el fusell trencat (antimilitarisme i no-violència) i el casc amb una flor a dins (objecció de consciència i insubmissió).

## Índexs i taxes de pau

Índex Global de Pau en 2018

Es pot assenyalar que no en totes les cultures es va considerar la pau d'una manera positiva. Existeix un Índex de Pau Global que mesura el grau de pau en un país segons els paràmetres contemporanis. Aquest índex té en compte:
- nombre de guerres en què està immers el país (o conflictes en els quals participa o col·labora)
- morts deguts a guerres
- conflictes interns
- relacions amb estats veïns (qualificades segons una escala d'amigabilitat de l'1 al 10)
- existència de desplaçats interns
- inestabilitat política
- respecte pels drets humans
- nombre d'homicidis i altres delictes amb violència
- nombre de presos
- nombre de policies i altres forces armades
- comerç i tinença d'armes

Segons aquest barem, els països més pacífics són Nova Zelanda, els nòrdics i Canadà.

## Pau a la religió

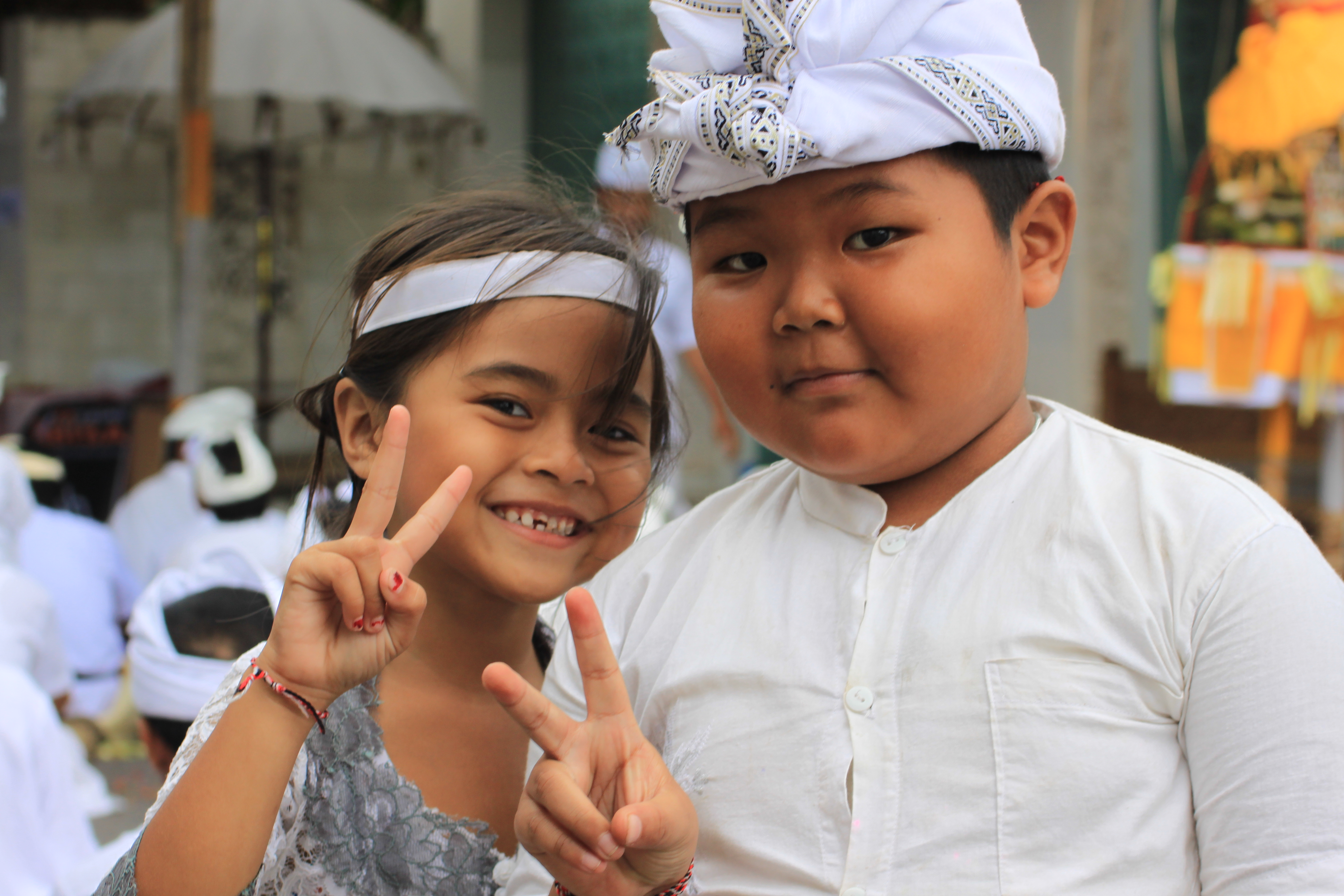
Nens vestits de blanc i fent un gest de V amb els dits, símbol de la pau

### La Bíblia
La noció de pau en els textos bíblics varia al llarg del seu recorregut històric pels distints llibres, prenent formes diferents de l'Antic Testament al Nou Testament.
En l'Antic Testament, quan es fa servir l'expressió "pau" (xalom) especialment en les salutacions, es refereix a un benestar material i d'esperit: "La pau sigui amb tu" o "amb vosaltres" (cf. Gn 29, 6) i en aquest sentit no s'oposa a la guerra. Aquesta pau només pot venir de Jahvè mateix, que vol donar-la com a compensació per la fidelitat del seu poble a l'Aliança, tot i que la pau en el seu sentit més ple s'espera per als temps del Messies, que és anomenat Príncep de la pau (cf. Is 9,6) i que a més vindrà a pregonar fins i tot als qui no pertanyin al poble escollit (cf. Zc 9,6, Sal 72,7).
En el Nou Testament, l'expressió ειρενη manté el sentit donat a l'Antic Testament però també es veu influïda pel context grec que implica una absència d'enemics o contrarietats:
| «          | suportant-vos els uns als altres per amor, posant obstinació a conservar la unitat de l'Esperit per l'enllaç de la pau. | » |
| — Ef 4 2-3 | |   |

En els escrits del Nou Testament es convida als deixebles de Jesús a per exemple dur la pau arreu on vagin (Mt10,12-13 i Lc10,5-6) o a cercar allò que porti la pau (Rm14,17-19), a treballar per la pau (Mt 5,9 i Jn 3,18) i a viure en pau amb els germans (Mc 9,50 1Co 7,15 i 2Co 3,12).
Si bé hi ha altres fragments com "no he vingut [diu Jesús] a dur pau, sinó espasa" (Mt 5,34), de fet apuntarien a la lluita per la veritat i la justícia, i que en tot el context dels Evangelis lligaria amb la lluita de la no-violència.
Tanmateix, és per la unió amb el Crist i la reconciliació que Ell ha obtingut que es pugui parlar de veritable pau entre tots, ja siguin jueus o gentils (cf. Rm 5,1-5, Ef 2,14-22).

### L'islam
Com en altres religions, la pau és un concepte bàsic en el pensament islàmic. La paraula àrab salam (سلام) ("pau") té la mateixa arrel que la paraula islam (إسلام). Islam es tradueix generalment com a "submissió a Déu o Al·là, a la voluntat d'Al·là", però els significats etimològics derivats del terme fan també referència a conceptes de "salut" i de "pau": salama, estar "sa" i "segur" i aslama que significa "lliurament" o "renunciar a un mateix". Així, textualment, islam és l'aplicació de la pau de Déu, del salam.
Salam també és la salutació habitual entre musulmans que significa desitjar la pau al proïsme; la salutació as-salamu alaykum té el significat literal de "La pau sigui amb vosaltres". Es diu que Muhàmmad va dir una vegada: "Cap de vosaltres creurà fins que vulgui per al seu germà el que vol per a si mateix". Fins i tot quan un enemic increpa amb males intencions o fins i tot amb insults, l'Alcorà ensenya a dir salam. Segons especifiquen certs estudiosos, el salam de l'islam va doncs més enllà del significat simple de "pau"; es refereix a una pau absoluta, infinita, horitzó últim de l'aspiració de qualsevol musulmà. Així, tot acte i esforç d'aquest món, per a un musulmà, té com a objectiu màxim aconseguir aquesta Pau.

### Hinduïsme
El concepte indi de satyagraha és una filosofia i una pràctica de la resistència no-violenta desenvolupada per Mohandas Gandhi. Es pot definir com la força que sorgeix d'una comprensió mística determinada i que condueix a un mètode o estratègia per aconseguir unes condicions de vida més justes i més pacífiques. Gandhi va desenvolupar la satyagraha influenciat pels primers teòrics de la no-violència, pel concepte d'ahimsa dels Upanixads hinduistes, així com per les ensenyances dels Evangelis i les obres de Lev Tolstoi (El Regne de Déu és dins vostre), John Ruskin (Unto This Last) i Henry David Thoreau (en l'assaig Desobediència civil).
Gandhi revolucionà el mètode de la no-violència i predicà amb el seu propi exemple tot unificant a una mística profunda el mètode i també l'objectiu de la lluita: "així com l'arbre està en la llavor, els fins estan en els mitjans". Gandhi va desplegar aquest mètode en el moviment d'independència de l'Índia, i també durant lluites anteriors realitzades a l'Àfrica del Sud.
La pràctica de la satyagraha va influir en la lluita de Martin Luther King en les campanyes realitzades pel moviment afroamericà pels drets civils als Estats Units i també Nelson Mandela durant l'apartheid a Sud-àfrica, així com en altres moviments de lluita per la justícia social i moviments similars.

## Pau a l'educació[calcitació]

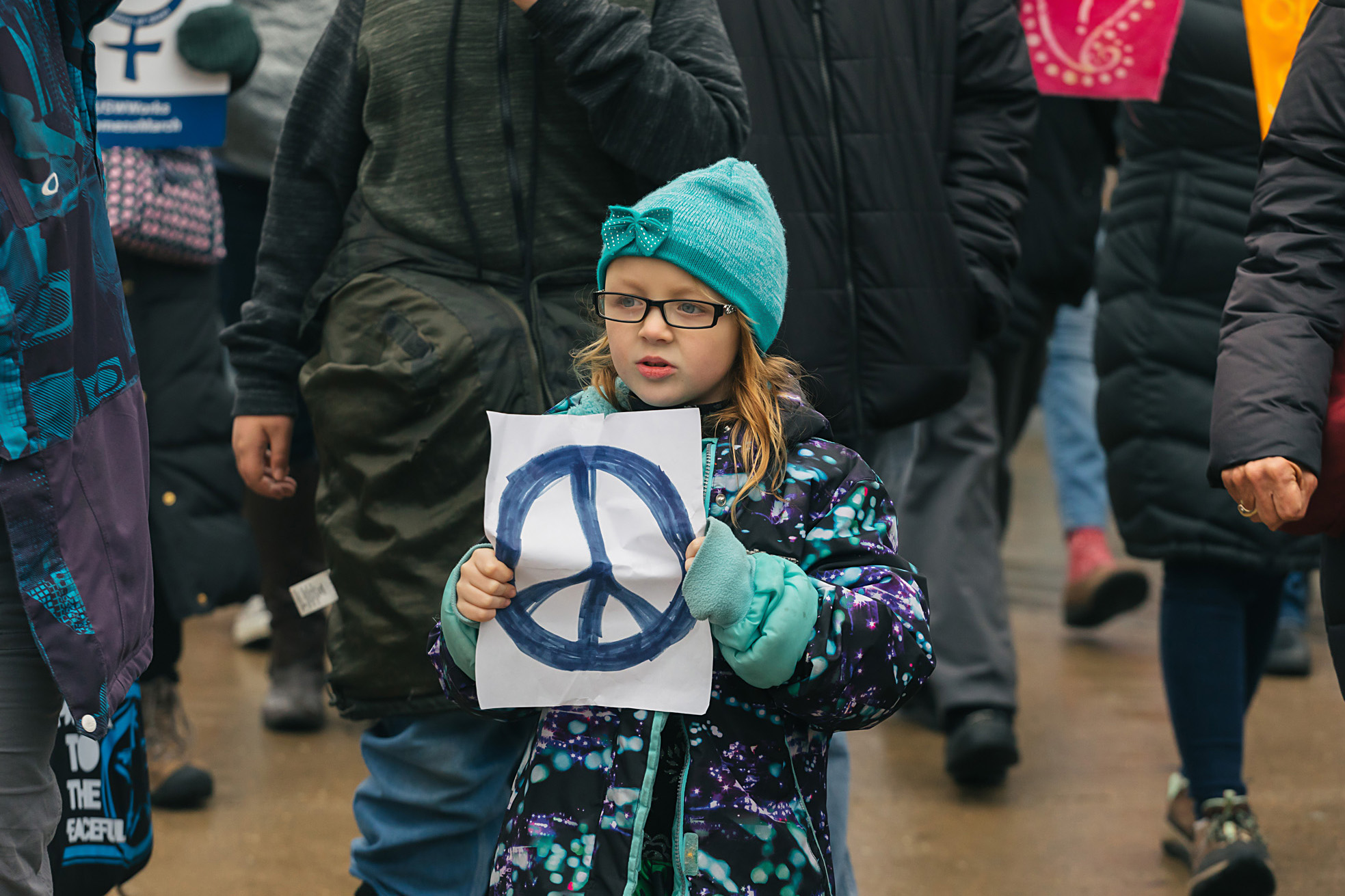
Nena amb el símbol de la pau

Al llarg de la història s'ha conclòs que la pau pot i s'ha d'aprendre, i per fer-ho possible s'ha de supeditar en el procés educatiu la comunicació de coneixements, amb la invenció-suport-abstenció de certs hàbits i rutines i amb una sèrie de pautes i valors. Hi ha qui també opina que la pau no es pot adquirir a través de l'educació, encara que hi ha activitats encaminades al foment de la pau com s'indicarà posteriorment: "no es pot educar a ningú per la pau, aquesta és una condició que només pot obtenir-se a través de l'acció social". Sempre hi ha hagut un cert interès i anhel per la pau, se sap que el concepte de la seva educació específica té els seus orígens filosòfics ja fa més una dècada.
La pau és el procés de recerca de justícia en els diferents nivells de relació humana. Aquest és un concepte dinàmic el qual ens porta a fer brollar, arrostrar i resoldre els conflictes de manera no-violenta, per tal d'assolir una concòrdia de la persona amb si mateixa, amb la natura i amb els altres.
La recerca per la pau té un caràcter en desús com a disciplina amb demanda científica. Pretén introduir introspecció en la ciència, albirar les causes de la guerra i de la violència per soscavar la seva autenticitat com a instrument polític i fomentar així condicions de pau. Entre les seves característiques definitòries destaquen: "interdisciplinarietat, transdisciplinarietat, caràcter normatiu, orientació cap a l'acció, la seva naturalesa internacional i la cerca de receptors diversos."
Hi ha una dita que diu: "no hi ha un camí cap a la pau, la pau és el camí". Per això, la reiteració en l'educació per la pau rau tant en el seu mètode com en el seu contingut. La pau no és una meta, sinó un procés pel qual cal aprendre a entrar en els conflictes i resoldre'ls de manera positiva sense utilitzar la coacció.
La idea d'educar contra l'harmonització, per la rebel·lia, està mal adaptada a la filosofia i la pràctica no-violenta. L'educació ha d'estar orientada a posar fi a la guerra, i per això ha de compaginar "la capacitat de rebel·lar-se i regular els conflictes per mètodes incruents". Així, s'ha de fer aflorar en els conflictes l'educació, fins i tot els conflictes ja engendrats. I el fet de vulnerar algú ha d'implicar assumir la responsabilitat de les conseqüències de les pròpies determinacions.
La necessitat d'educar en valors per la indisciplina i per l'enfrontament ens porta a un altre problema de l'educació per la pau: el problema de l'elecció, el conformisme o la pseudoespeciació cultural. El conformisme s'ha desenvolupat en èpoques actuals, i en aquest procés ha tingut un paper destacat l'educació. La pseudoespeciació cultural conserva la guerra, el militarisme i l'acceptació de la idea de l'enemic.

## Premis i honors

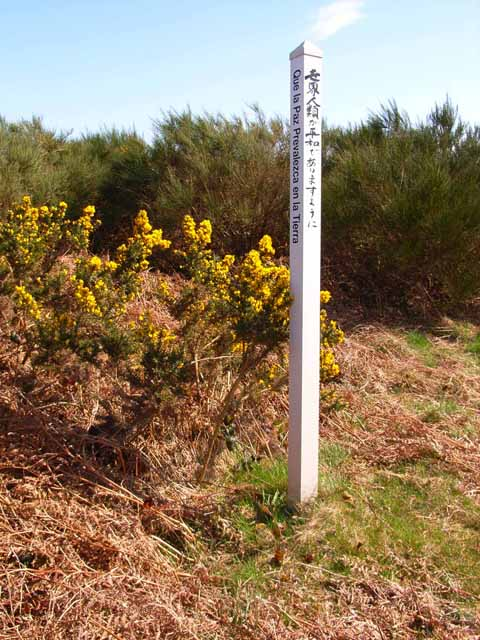
Estaca amb una frase de pau expressada en quatre idiomes

Diversos guardons premien aquelles persones o entitats que treballen en favor de la pau, el més conegut dels quals és sens dubte el Premi Nobel de la Pau. Altres que gaudeixen de reconeixement són el Premi Gandhi o el Premi dels estudiants per la pau.
S'han erigit en diversos indrets monuments que celebren la pau com a valor. Al món japonès aquests tenen forma de petit santuari on una campana es toca per demanar la pau o recordar els morts per la guerra. N'hi ha una a la seu de les Nacions Unides.

## Cançons i actuacions pacifistes concretes
Entenent la pau no només com l'absència de guerra sinó com un estat ideal on regni la justícia, la igualtat d'oportunitats i el respecte als drets humans, és possible classificar algunes actes concrets reivindicatius com a accions plenament pacifistes. Seguint aquest criteri, la inclusió d'algunes cançons de denúncia en una llista d'actuacions pacifistes concretes pot ajudar a entendre una part de la història del pacifisme.
Una llista cronològica dels actes indicats i cançons relacionades és la següent:
- 1947. Lucille Simmons, en una vaga a Charleston (South Carolina, USA) va cantar per primer cop "We Will Overcome". La cançó que després s'anomenaria We shall overcome.[14][15]
- 1948. Declaració Universal dels Drets Humans.[16][17][18][19]
- 1963. Blowin' in the Wind de Bob Dylan.[20][21][22][23]
- 1963. Marxa sobre Washington pel treball i la llibertat.(Vegeu Moviment de la Marxa sobre Washington).[24][25][26][27]
- 1967. Sobre la pau. Raimon.
- 1968. L'estaca de  Lluís Llach
- 1969. "Give Peace a Chance" de John Lennon